# Catephia nigrijuncta
Catephia nigrijuncta là một loài bướm đêm trong họ Erebidae.